# James Alfred Miller
James Alfred Miller, FSC, řeholním jménem Leo William (21. září 1944, Stevens Point – 13. února 1982, Huehuetenango) byl americký pedagog a římskokatolický řeholník, člen Kongregace školských bratří zavražděný u své školy skupinou ozbrojenců. Katolická církev jej uctívá jako blahoslaveného mučedníka.

## Život
Narodil se předčasným porodem dne 21. září 1944 v Stevens Point v Wisconsinu. Jeho rodiče pracovali jako farmáři.
Během svého studia se setkal s Kongregací školských bratří, do které se rozhodl vstoupit. Svůj noviciát v ní zahájil v srpnu roku 1962. Během té doby již vyučoval. Kromě náboženství patřila mezi jeho předměty angličtina a španělština. V srpnu roku 1969 složil své slavné řeholní sliby. Zvolil si řeholní jméno Leo William.
Roku 1969 byl poslán do Bluefields v Nikaragui, kde učil do roku 1974, kdy byl poslán do Puerto Cabezas, taktéž v Nikaragui. Zde vykonával funkci ředitele školy, která se pod jeho vedením značně rozrostla. V červenci roku 1979 byl svými nadřízenými v souvislosti s vypuknutím Sandinistické revoluce v Nikaragui odvolán zpět do USA.
Zde vyučoval na různých školách až do ledna roku 1981, kdy byl převezen do Guatemaly, kde prožil zbytek svého života. Zde mimo jiné vyučoval guatemalské indiány. Mezi studenty byl velmi oblíbený.
Dne 13. února 1982 opravoval na žebříku školní zeď, když k ní vtrhli tři muži v kuklách a zastřelili ho. Zemřel ihned na místě. I přesto, že vraždu vidělo několik studentů se nikdy nepodařilo viníky vypátrat. Pohřben je ve městě Sharon ve Wisconsinu.

## Úcta
Jeho beatifikační proces byl zahájen dne 15. prosince 2009, čímž obdržel titul služebník Boží. Dne 8. listopadu 2018 podepsal papež František dekret o jeho mučednictví, čímž odstranil poslední bariéru pro jeho blahořečení.
Blahořečen pak byl dne 7. prosince 2019 v Huehuetenango v Guatemale. Obřadu předsedal jménem papeže Františka kardinál José Luis Lacunza Maestrojuán.
Jeho památka je připomínána 13. února. Je zobrazován v řeholním oděvu.